# 磷铅铁矾
磷铅铁矾（英語：Corkite） 是明礬石的一種磷酸鹽礦物，屬於砷酸明礬石（beudantite）亞群中的成員，為相對不常見的次生礦物。兩者之間形成完整的固溶體範圍。磷铅铁矾也與鉛鉄磷酸礦（kintoreite）形成固溶體。
磷铅铁矾礦物名稱于1869年以發現地點愛爾蘭科克郡命名。

## 成因产状
磷铅铁矾產於低温热液的次生矿物或产于沉积物的氧化区域中，产于铁矿的燧石上，与褐铁矿伴生。亦可产于石英或重晶石的晶洞中，与钒铅矿、磷氯铅矿、白铅矿等伴生。

## 外部來源
- （页面存档备份，存于）-Webmineral.com